# L'Accroche-cœur (film)
Pour un autre film, voir Accroche-cœur.
Pour les articles homonymes, voir L'Accroche-cœur.
Pour plus de détails, voir Fiche technique et Distribution.
L'Accroche-cœur (aussi connu sous le titre Riviera Express) est un film français en noir et blanc réalisé par Pierre Caron sorti en 1938, inspiré de la pièce éponyme de Sacha Guitry L'Accroche-cœur (lequel, sur le point de se séparer de son épouse Jacqueline Delubac, préféra déléguer la mise en scène à un tiers).

## Synopsis
Une femme riche se fait enlever par un escroc après qu'il lui a volé ses bijoux, puis elle tombe amoureuse de son ravisseur.

## Fiche technique
- Réalisation : Pierre Caron
- Scénario et dialogues Sacha Guitry, d'après sa pièce éponyme
- Décors : Jean Douarinou
- Photographie : Georges Benoît
- Son : Antoine Archimbaud
- Montage : André Gug et Madeleine Cathelon
- Musique : Georges Van Parys
  - Lyrics : Albert Willemetz
- Sociétés de production : Cineas, Nouvelles Éditions de Films (NEF)
- Pays :  France
- Format : Son mono - Noir et blanc - 35 mm  - 1,37:1
- Durée : 85 minutes
- Genre : Comédie dramatique
- Date de sortie : 
  - France - 7 septembre 1938
- Visa d'exploitation : 293 (délivré le 31/12/1947)

## Distribution
- Jacqueline Delubac : Andrée Armand
- Henri Garat : Marcel
- Marguerite Moreno : la joueuse
- Jacqueline Francell : Paulette
- Simone Héliard : Angèle
- Julien Carette : le barman
- René Génin : le contrôleur
- Marcel Pérès : l'hôtelier
- Charles Redgie : Davis
- Max Michel : Philippe
- Jacqueline Beaupré
- Robert Casa
- Marie-Jacqueline Chantal
- Nicole Dumas
- Géo Forster
- Jean Hébey
- Pierre Huchet
- Lila Kedrova
- Gilberte Lauvray
- Forde Willis